# Taking His Medicine
Taking His Medicine è un cortometraggio muto del 1911 diretto da Mack Sennett. Prodotto dalla Biograph Company e interpretato da Edward Dillon e Vivian Prescott, il film uscì nelle sale il 14 dicembre 1911.

## Produzione
Il film fu prodotto dalla Biograph Company.

## Distribuzione
Distribuito dalla General Film Company, il film - un cortometraggio di 205 metri - uscì nelle sale statunitensi il 14 dicembre 1911.
Nelle proiezioni, veniva programmato con il sistema dello split reel, accorpato in un'unica bobina con un altro cortometraggio prodotto dalla Biograph, la commedia Her Pet.